# شون برادي
شون برادي (بالإنجليزية: Seán Brady)‏ (و. 1939  م) هو كاهن كاثوليكي أيرلندي.

## مناصب
تولى منصب رئيس الاساقفة
- أسقف
- الكاردينال
- أسقف كاثوليكي.

## التعليم
تعلم في Pontifical Irish College ‏.

## روابط خارجية
- شون برادي على موقع مونزينجر (الألمانية)